# Wladimir Leonidowitsch Pettai
Wladimir Leonidowitsch Pettai (russisch Владимир Леонидович Петтай; * 8. Mai 1973 in Pudosch; † 20. Juni 2011 in Bessowez, Karelien) war ein russischer Fußballschiedsrichter sowie Fußball- und Futsalspieler.

## Karriere

### Spieler
Pettai spielte auf Amateurebene für Karelija Asmaral und Spartak Petrosawodsk. Bei Asmaral war der mit ihm befreundete Sergei Semak einer seiner Mitspieler. Im Jahre 1999 spielte er Futsal für IFC GTS Petrosawodsk, wo er 2001 seine Karriere beendete.

### Schiedsrichter
Im Sommer 1996 wurde Pettai Schiedsrichter. Seit 2003 leitete er Spiele in der russischen Premjer-Liga und hatte im Juni 2011 dort seinen einhundertsten Einsatz. Sein letztes Spiel war die Begegnung zwischen FK Dynamo Moskau und Rubin Kasan am 14. Juni 2011. Bei Offiziellen und Spielern der Premjer-Liga galt Pettai als ein besonders sympathischer Schiedsrichter. Im Jahr 2009 wurde er zum FIFA-Schiedsrichter berufen. Das U-21-EM-Qualifikationsspiel zwischen der Slowakei und Kroatien am 19. Mai 2010 war die einzige Begegnung, die er in dieser Funktion leitete.

## Privatleben
Pettai kam am 20. Juni 2011 beim Absturz einer Tupolew Tu-134 der Fluggesellschaft RusAir in der Nähe des Flughafens von Petrosawodsk ums Leben. Das Flugzeug stürzte auf eine Autobahn und brannte aus.
Pettai war verheiratet und hatte zwei Kinder.  Bis zu seinem Tod war er Erzieher an der Petrosawodsk Sportschule № 7.